# 阿卜杜勒-哈米德·本·巴迪斯

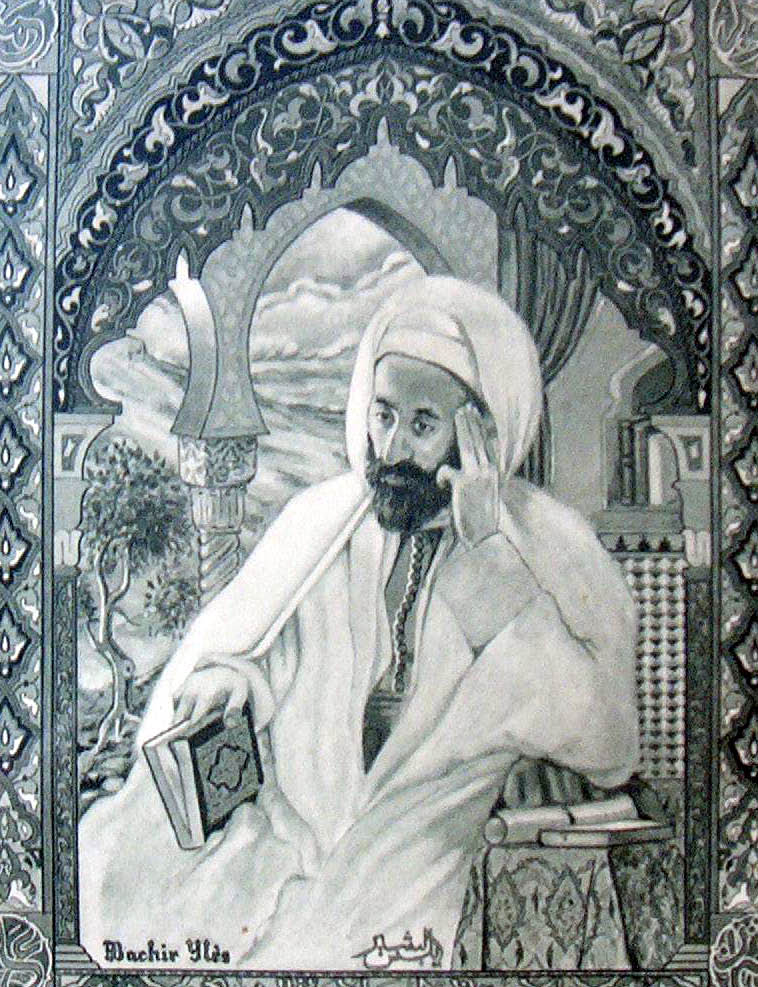

阿卜杜勒-哈米德·本·巴迪斯（阿拉伯语：‎；1889年12月4日—1940年4月16日），是阿尔及利亚的教育家，伊斯兰改革者、学者、阿尔及利亚民族主义者領導人，创建了阿尔及利亚穆斯林贤哲会。